# Одинцово (хоккейный клуб)
Хоккейный клуб «Одинцо́во» — хоккейный клуб, базирующийся в Одинцово. Представляет Одинцовский гуманитарный институт. Выступал в Первенстве МХЛ.

## История
Уже в первый год своего существования команда, выступавшая под названием «ОГУ» (Одинцовский гуманитарный университет) стала обладательницей золотых наград открытого чемпионата Москвы среди юниоров и заняла 4 место в зоне «Центр» Второй лиги. В первом сезоне розыгрыша Открытого чемпионата России (2008/2009), выступая в качестве фарм-клуба подольской «Рыси» под названием «Рысь-2-ОГУ» в той же зоне стала второй.
Вскоре после этого дебютировала Молодёжная хоккейная лига. Клуб был в числе изъявивших желание принять участие в её стартовом сезоне, но получил отказ (вероятной причиной являлось отсутствие покровительства со стороны клуба КХЛ). Только в 2011 года клуб под названием «ОГИ» был включён во Первенство МХЛ, и в сезоне 2011/2012 стал 4-м в дивизионе «Запад» и 12 место в первенстве.
С самого основания команды на тренерском мостике хоккейной дружины ОГИ находился чемпион СССР, легендарный защитник блиставшего в 70-х годах прошлого века клуба «Крылья Советов» Юрий Терёхин. 26 октября 2011 года главным тренером назначен Анатолий Чепенко.
В сезоне 2012/2013 клуб стал 3-м в дивизионе «Северо-Запад» и 9-м в первенстве.
В 2013 году клуб вновь сменил название на «Одинцово». В сезоне 2013/2014 результатом его выступления стало 26-е место в первенстве, после чего команда из Одинцово приостановила своё участие в НМХЛ.

## Названия клуба
- 2007—2008 — ОГУ
- 2008—2009 — Рысь-2-ОГУ
- 2009—2013 — ОГИ
- с 2013 — Одинцово

## Достижения
- Сезон 2008/2009 — 2-е место первенстве России — Вторая лига регион «Центр».
- Сезон 2007/2008 —  1-е место в Юниорской лиге Москвы.